# De Havilland Canada DHC-1 Chipmunk

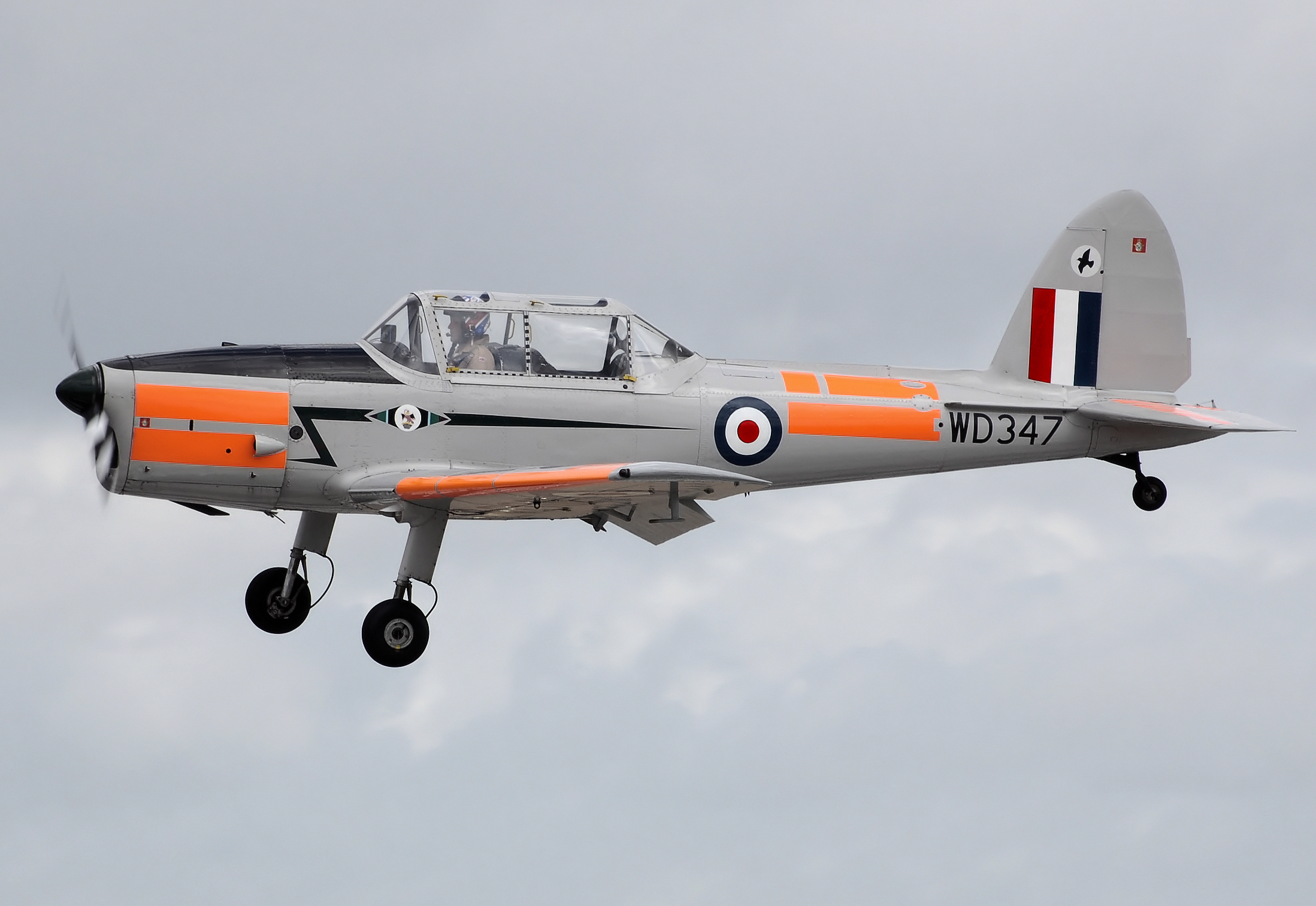
de Havilland DHC-1 Chipmunk Mk 22 британской постройки, 1951

De Havilland Canada DHC-1 Chipmunk — канадский лёгкий двухместный самолёт для первоначального обучения пилотов.
Разработан и серийно производился предприятием De Havilland Canada, а также по лицензии в Великобритании и Португалии. Широко эксплуатировался в лётных училищах ВВС различных стран, в первую очередь — Канады и Великобритании. Серийный выпуск продолжался с 1947 по 1956 год, всего выпущено 1283 единицы (с учётом всех модификаций и лицензионного выпуска). К 2011 году в лётно-пригодном состоянии находились порядка 500 самолётов.

## Разработка. Конструкция самолёта
Модель «Chipmunk» разрабатывалась на замену тренировочному биплану de Havilland Tiger Moth. Конструктор самолёта — Всеволод Якимюк (Wsiewołod Jakimiuk), поляк по происхождению.
Самолёт представляет собой двухместный цельнометаллический моноплан с низким расположением крыла и хвостовым колесом. Первый полёт состоялся 22 мая 1946 года.

## Эксплуатация
Самолет эксплуатировался в военных лётных училищах следующих стран: Бельгия, Великобритания, Дания, Египет, Замбия, Израиль, Ирак, Иран, Испания, Канада, Кения, Ливан, Малайзия, Португалия, Сирия, Таиланд, Уругвай, Цейлон и др.
После снятия с эксплуатации в лётных училищах ВВС значительное число самолётов перешло в частное владение и использовалось в авиации общего назначения (в том числе и как учебный самолёт).

## Лётно-технические характеристики
- Длина: 7,75 м
- Размах крыльев: 10,47 м
- Высота: 2,1 м
- Вес пустого: 646 кг
- Максимальный взлётный вес: 998 кг
- Силовая установка: поршневой двигатель de Havilland Gipsy Major 1C, мощность 145 л.с.
- Максимальная скорость: 222 км/ч
- Дальность: 445 км
- Практический потолок: 5200 м
- Экипаж: 2 человека (инструктор и обучаемый)